# ゾーホー
ゾーホー（英称：Zoho Corporarion）は、アメリカ合衆国カリフォルニア州に本社を置く、ネットワーク監視ソフトを開発・提供している多国籍企業。
最近では、オンラインアプリケーションサービスのZoho（ぞーほー）を開発・提供している。
2009年7月、社名をアドベントネットからゾーホーに変更した。